# Inge Lehmann
Inge Lehmann, född 13 maj 1888 i Köpenhamn, död 21 februari 1993 i Köpenhamn, var en dansk seismolog och geofysiker.

## Biografi
Lehmann föddes som dotter till psykolog Alfred Lehmann och gick i Hanna Adlers samskola. År 1907 började hon läsa matematik vid Köpenhamns universitet. Efter ett år på universitetet i Cambridge tvingades hon göra ett uppehåll i studierna på grund av stress. Hon arbetade för en aktuarie i drygt fyra år innan hon återupptog studierna på universitetet där hon tar en masterexamen i matematik och fysik 1920. Efter studier i Hamburg i Tyskland  anställdes hon 1925 som assistent till Niels Erik Nørlund vid "Gradmålingen".
Lehmann var chef vid Seismologisk avdeling vid Geodætisk Institut i Köpenhamn åren 1928–1953. År 1936 publicerade hon artikeln P’ där hon påvisade att jorden har en fast inre kärna cirka 5 100 kilometer under ytan. Hon kom fram till denna slutsats genom att studera effekten av ett jordskalv vid Nya Zeeland 1929. Artikeln var banbrytande. Seismologerna på den tiden trodde, att jordens inre var helt och hållet smält. Senare kunde flera forskare bekräfta hennes upptäckt.
Efter pensioneringen ägnade sig  Lemann främst åt jordmanteln och gjorde flera resor till USA och Kanada. Hon utnyttjar data från jordskalv och underjordiska kärnvapenprov och upptäcker en plötslig ökning av S- och P-vågorna på omkring 220 kilometers djup. Fenomenet kallas numera Lehmann discontinuity. År 1956 skrev hon en artikel med data om samtliga danska jordskalv från 1073 och framåt och 1987 publicerade hon sin sista vetenskapliga artikel Seismology in the Days of Old.

### Familj
Lehmann var brorsdotter till den danske religionshistorikern Edvard Lehmann och kusin med den danske läkaren och biokemisten Jörgen Lehmann, som var verksam i Sverige.

## Eftermäle
Nedslagskratern Lehmann på planeten Venus och asteroiden 5632 Ingelehmann är uppkallade efter henne.
American Geophysical Union delar årligen ut Inge Lehmann-medaljen till en framstående forskare inom geofysik.